# Réminiac
Réminiac är en kommun i departementet Morbihan i regionen Bretagne i nordvästra Frankrike. Kommunen ligger i kantonen Guer som tillhör arrondissementet Vannes. År 2022 hade Réminiac 431 invånare.

## Befolkningsutveckling
Antalet invånare i kommunen Réminiac
| Referens: INSEE |